# John McMartin
John McMartin (Warsaw, 18 novembre 1929 – New York, 7 luglio 2016) è stato un attore statunitense.
Recitò in oltre venti spettacoli di Broadway, sia musical sia opera di prosa, e fu candidato a cinque Tony Award.

## Filmografia parziale

### Cinema
- L'incredibile Murray - L'uomo che disse no (A Thousand Clowns), regia di Fred Coe (1965)
- Una meravigliosa realtà (What's So Bad About Feeling Good?), regia di George Seaton (1968)
- Sweet Charity - Una ragazza che voleva essere amata (Sweet Charity), regia di Bob Fosse (1969)
- Tutti gli uomini del presidente (All the President's Men), regia di Alan Pakula (1976)
- Brubaker, regia di Stuart Rosenberg (1980)
- Blow Out, regia di Brian De Palma (1981)
- Spiccioli dal cielo (Pennies from Heaven), regia di Herbert Ross (1981)
- Pericolosamente insieme (Legal Eagles), regia di Ivan Reitman (1986)
- Paura (Native Son), regia di Jerrold Freedman (1986)
- Who's That Girl, regia di James Foley (1987)
- Come fare carriera... molto disonestamente (A Shock to the System), regia di Jan Egleson (1990)
- The Dish, regia di Rob Sitch (2000)
- Kinsey, regia di Bill Condon (2004)
- Sapori e dissapori (No Reservations), regia di Scott Hicks (2007)

### Televisione
- Mr. Broadway – serie TV, episodio 1x03 (1964)
- The Nurses – serie TV, episodio 2x32 (1964)
- Assistente sociale (East Side/West Side) – serie TV, episodi 1x22-1x23-1x24 (1964)
- Falcon Crest – serie TV, 8 episodi (1985-1986)
- La signora in giallo (Murder, She Wrote) – serie TV, 4 episodi (1985-1991)
- La bella e la bestia (Beauty and the Beast) – serie TV (1987-1989)
- Law & Order - I due volti della giustizia (Law & Order) – serie TV, 5 episodi (1992-2009)
- Further Tales of the City – miniserie TV, regia di Pierre Gang (2001)

## Doppiatori italiani
Nelle versioni in italiano delle opere in cui ha recitato, John McMartin è stato doppiato da:
- Sergio Graziani in L'incredibile Murray - L'uomo che disse no, Tutti gli uomini del presidente, Frasier
- Sergio Rossi in Blow Out, La signora in giallo (ep. 8x09)
- Mario Scarabelli in La signora in giallo (ep. 3x08), Magnum P.I. (ridoppiaggio)
- Giorgio Piazza in Brubaker
- Luciano De Ambrosis in Pericolosamente insieme
- Walter Maestosi in La signora in giallo (ep. 1x15, 5x06)
- Romano Ghini in La bella e la bestia
- Giancarlo Padoan in Who's That Girl
- Ruggero De Daninos in Magnum P.I.
- Dante Biagioni in Law & Order - I due volti della giustizia (ep. 2x14)
- Ettore Conti in The Dish
- Paolo Lombardi in Kinsey
- Carlo Reali in Unbreakable Kimmy Schmidt